# Lohsdorf (Hohnstein)
Lohsdorf je vesnice, místní část města Hohnstein v německé spolkové zemi Sasko. Nachází se v zemském okrese Saské Švýcarsko-Východní Krušné hory a má 236 obyvatel.

## Historie
Lohsdorf byl založen ve středověku jako lesní lánová ves. Prvně je v písemných pramenech uváděn roku 1445 jako Ludwigistorff; název upomíná patrně na jméno lokátora Ludwiga. V roce 1934 se od samostatné obce oddělila část Goßdorf. Od roku 1994 je součástí města Hohnstein.

## Geografie
Vesnice se rozkládá na hranici oblasti Saského Švýcarska. Nejvyšším bodem je Gickelsberg (414 m) nacházející se jižně od vesnice. Lohsdorfem protéká severo-jižním směrem Schwarzbach, do kterého severně od zástavby ústí potok Ehrenberger Bach. V roce 1897 byla uvedena do provozu úzkorozchodná železniční trať Goßdorf-Kohlmühle – Hohnstein zvaná Schwarzbachbahn (Dráha Černého potoka), která byla ovšem roku 1951 zrušena. V roce 2006 byl obnoven několikasetmetrový úsek trati spolu s nádražím Lohsdorf. Každoročně se zde pořádá jízda historickými parními vlaky.